# NGC 204
NGC 204 је лентикуларна галаксија у сазвежђу Рибе која се налази на NGC листи објеката дубоког неба.
Деклинација објекта је + 3° 18' 0" а ректасцензија 0h 39m 44,2s. Привидна величина (магнитуда) објекта NGC 204 износи 13,0 а фотографска магнитуда 14,0. NGC 204 је још познат и под ознакама UGC 423, MCG 0-2-116, CGCG 383-63, PGC 2397.